# Saint-André-d'Argenteuil
Saint-André-d'Argenteuil è un comune del Canada, situato nella provincia del Québec, nella regione di Laurentides.